# محمدرضا محسنی ثانی
محمدرضا محسنی ثانی (زاده ۱۳۳۱ سبزوار)  نماینده حوزه انتخابیه سبزوار در دوره‌های هشتم، نهم و دوازدهم مجلس شورای اسلامی است. او کاندیدای مجلس دهم از حوزه انتخاباتی مشهد بود. وی در دوره هشتم مجلس شورای اسلامی نایب رئیس کمیسیون اجتماعی بود و در دوره نهم، ریاست کمیته امنیت – کمیسیون امنیت ملی و سیاست خارجی را به عهده داشت.
 در انتخابات دور دوازدهم مجلس شورای اسلامی وی  نماینده مردم سبزوار شد.
در سال ۱۳۷۹ با حکم دبیر شورای نگهبان به سمت مدیر کل نظارت و امور استان‌های شورای نگهبان منصوب شده و سپس در سال ۱۳۸۴، استاندار استان لرستان گردید.

## سمت‌ها
- فرماندار شهرستان آمل (۱۳۵۹)
- فرماندار شهرستان قم (۱۳۶۰)
- فرماندار شهرستان دامغان (۱۳۶۵)
- فرماندار مشهد (۱۳۷۱)

## خانواده
پسر او، احسان محسنی ثانی، مجری تبلیغات پدیدهٔ شاندیز بود. دخترش زن پسر عباس واعظ طبسی است.